# Polycentropus centralis
Polycentropus centralis là một loài Trichoptera trong họ Polycentropodidae. Chúng phân bố ở miền Tân bắc.